# Ваті
Самос (грец. Σάμου), також Ваті́ (грец. Βαθύ) — місто в Греції, у периферії Північні Егейські острови, столиця однойменного ному Самос, а також острова Самос.

## Населення
| Рік  | Місто | Муніципалітет |
| ---- | ----- | ------------- |
| 1666 | 1600  |               |
| 1828 | 3979  |               |
| 1864 | 4091  |               |
| 1991 | 2903  |               |
| 2001 | 2875  |               |

## Персоналії
- Фемістокліс Софуліс (1860—1949) — грецький політик, лідер Ліберальної партії Греції.